# Хребет Бауерс
Хребет Бауерс розташований у південній частині Алеутського басейну. Він простягається дугою на 900 км, починаючись на південному сході від Алеутської острівної дуги і закінчуючись на північному заході з'єднуючись з хребтом Ширшова. Дуга хребта Бауерс відокремлює Алеутський басейн від басейну Бауерс, який він закриває. Наразі хребет не є сейсмічно активним. Північний схил хребта більш урвистий за південний. На алеутському боці хребет окантований жолобом, заповненим мулом завтовшки 9–10 км.
Середній вік хребта Бауерс становить близько 30 Ma (пізній олігоцен), гірська порода верхньої частини хребта Бауерс міоценового віку. Отже, хребет Бауерс і південна частина хребта Ширшова мають приблизно однаковий вік, оскільки сусідній регіон хребта Ширшова датується 33 Ma (ранній олігоцен).